# Arachnothelphusa terrapes
Arachnothelphusa terrapes is een krabbensoort uit de familie van de Gecarcinucidae. De wetenschappelijke naam van de soort is voor het eerst geldig gepubliceerd in 1991 door Ng.